# 栗原美和子
栗原 美和子（くりはら みわこ、1964年（昭和39年）12月15日 - ）は、日本のテレビドラマプロデューサー。共同テレビ執行役員、制作センター第1制作部ゼネラルプロデューサー。
フジテレビドラマプロデューサー、LaLa TVエグゼクティブプロデューサーを歴任した。

## 来歴・人物
福岡県直方市出身。実家は日蓮宗の寺院。
1987年、早稲田大学第一文学部卒業後、フジテレビ入社。新入社員研修の際、講師役の横澤彪に「同じ誕生日ですね。」と話しかけ、直接第二制作部への配属を直訴したという。バラエティ番組のADやディレクターとして『オレたちひょうきん族』、『笑っていいとも!』などの制作に携わった後、深夜ローカルのお笑い番組『笑いの殿堂』（ビデオ化、舞台化もされている）のAPを務める。この番組では、ウッチャンナンチャンの内村光良が栗原に扮し物真似を披露。「栗原スーザン美和子」としてわがままな女を演じた。
1992年より第一制作部に移り、ドラマを手がけることとなり、『仰げば尊し』（1994年）でプロデューサーデビュー。『For You』（1995年）、『ピュア』（1996年）、『ドク』（1996年）、『バージンロード』（1997年）、『ムコ殿』（2001年）、『人にやさしく』（2002年）など数々のヒット作品をプロデュースした。また『お台場明石城』などのバラエティ番組にも出演。「明石城」では奉行（企画の品評役）の一人として出演し、「（TBSの）サンデージャポンしか見てないんですよ」という発言がきっかけとなり、2005年10月9日の同番組にVTR出演した。

### 共同テレビに出向
2009年、フジテレビから子会社の共同テレビに出向。
2011年8月、LaLa TVのエグゼクティブプロデューサーに就任。
2013年いっぱいでLaLaTVとの契約を終了し、2014年より共同テレビに再出向、2022年より現職。

### 私生活
2007年、猿まわしコンビ「太郎次郎」の村﨑太郎と結婚。翌2008年10月、自身と村﨑の2人を元にした私小説『太郎が恋をする頃までには…』（幻冬舎）を上梓した。
2008年12月28日放送の『たかじんのそこまで言って委員会』（読売テレビ）に手記を寄せた。竹本輝之プロデューサー（当時）宛に寄せた手記で栗原は、フジテレビ社員としてではなく一個人として書いたと前置きし、番組の差別問題を特集した回の第1弾の放送（11月16日）を母親が観たことに触れた。手記の内容は、差別問題特集の第2弾（12月28日放送）で公開され、それには村﨑もゲスト出演している。
2010年6月、村﨑との共著『橋はかかる』（ポプラ社刊）を出版。この本は全国学校図書館協議会の選定図書に認定され、2人で全国の人権問題に関するセミナーなどで講師も務めた。
2015年、前年より別居していた村﨑と離婚。

### 執筆活動
本名のほか、原夏美というペンネームでも執筆活動を展開している。原名義でのデビュー作は、2004年に放送されたドラマ『東京湾景〜Destiny of Love〜』の脚本。また、2005年には小説『スタートライン 盲目のスプリンター』も著し、同年には自らのプロデュースで『スタートライン〜涙のスプリンター〜』としてドラマ化した（脚本：いずみ吉紘）。

## プロデュース作品

### 連続ドラマ
- 上を向いて歩こう!（1994年、フジテレビ）
- For You（1995年、フジテレビ）
- ピュア（1996年、フジテレビ）
- ドク（1996年、フジテレビ）
- バージンロード（1997年、フジテレビ）
- イヴ（1997年、フジテレビ）
- ブラザーズ（1998年、フジテレビ）
- セミダブル（1999年、フジテレビ）
- バスストップ（2000年、フジテレビ）
- ムコ殿（2001年、フジテレビ）
- 人にやさしく（2002年、フジテレビ）
- 恋愛偏差値（2002年、フジテレビ）
- ムコ殿2003（2003年、フジテレビ）
- 東京湾景〜Destiny of Love〜（2004年、フジテレビ）※原夏美名義で脚本も兼務
- 不信のとき〜ウーマン・ウォーズ〜（2006年、フジテレビ）
- 40女と90日間で結婚する方法（2009年、BeeTV） - 脚本・プロデュース
- 30ハケン女が就職する方法（2010年、BeeTV） - 脚本・プロデュース
- いぬのメリー 幸せを運ぶ伝書犬（2011年、BeeTV） - 脚本
- ファッション誌編集部物語（2012年、LaLa TV） - 企画
- 美しき罠〜残花繚乱〜（2015年、TBS）
- 武道館（2016年、フジテレビ） - アソシエイトプロデューサー
- ノンママ白書（2016年、東海テレビ／フジテレビ） - 企画・プロデュース
- 結婚相手は抽選で（2018年、東海テレビ／フジテレビ） - 企画・プロデュース
- 後妻業（2019年、関西テレビ／フジテレビ） - 企画・プロデュース
- リカ（2019年、東海テレビ／フジテレビ） - 企画・プロデュース
- ハル〜総合商社の女〜（2019年、テレビ東京）
- ワケあって火星に住みました〜エラバレシ4ニン〜（2020年、WOWOW） - アソシエイトプロデューサー
- リカ〜リバース〜（2021年、東海テレビ／フジテレビ） - 企画・プロデュース
- テッパチ!（2022年、フジテレビ） - 企画・プロデュース
- A2Z（2023年、Amazon Prime Video） - 企画・プロデュース
- ハイエナ（2023年、テレビ東京）

### スペシャルドラマ
- 仰げば尊し（1994年、フジテレビ）
- SMAPのがんばりましょう（1995年、フジテレビ）
- 三億円事件〜20世紀最後の謎〜（2000年、フジテレビ）
- 慎吾ママドラマスペシャル “おっはー”は世界を救う!（2001年、フジテレビ）
- 慎吾ママドラマスペシャル ミッキーも一緒! “おっはー”は地球を救う!2（2001年、フジテレビ）
- SMAP×SMAP特別編 チョナン・カンスペシャル サランヘヨ 愛の劇場&愛の唄（2002年、フジテレビ）
- 天使の歌声 〜小児病棟の奇跡〜（2002年、フジテレビ）
- 愚痴（2003年、フジテレビ）
- ぶどうの木〜里親と子供たちの愛の物語〜（2003年、フジテレビ）
- VICTORY!〜フットガールズの青春〜（2003年、フジテレビ）
- 愚痴2（2004年、フジテレビ）
- テーマソングス♪（2004年、フジテレビ）
- FNS25時間テレビ リアルタイムドラマスペシャル『THE WAVE!』（2005年、フジテレビ）
- 積木くずし真相 〜あの家族、その後の悲劇〜（2005年、フジテレビ）
- 女の一代記 第3夜・杉村春子『悪女の一生〜芝居と結婚した女優・杉村春子の生涯〜』（2005年、フジテレビ）
- スタートライン〜涙のスプリンター〜（2005年、フジテレビ）
- 生きててもいい…? 〜ひまわりの咲く家〜（2006年、フジテレビ）
- ザ・ヒットパレード〜芸能界を変えた男・渡辺晋物語〜（2006年、フジテレビ）
- 太郎と次郎〜反省ザルとボクの夢〜（2007年、フジテレビ）
- 一瞬の風になれ（2008年、フジテレビ）
- 血液型別 オンナが結婚する方法♪（2009年、フジテレビ） - 企画
- 抱きしめたい! Forever（2013年、フジテレビ）
- 恋愛ドラマをもう一度（2013年、LaLa TV）
- 森光子を生きた女（2014年、フジテレビ）
- アウトバーン マル暴の女刑事・八神瑛子（2014年、フジテレビ）
- 一千兆円の身代金（2015年、フジテレビ）
- 68歳の新入社員（2018年、関西テレビ／フジテレビ） - アソシエイトプロデューサー

### 映画
- GO-CON!（2000年）
- ナマタマゴ（2001年）
- JKニンジャガールズ（2017年）
- おとなの事情 スマホをのぞいたら（2020年）
- リカ〜自称28歳の純愛モンスター〜（2021年）

## 著書
- 『赤裸ララ―オンナ33歳ゾロ目の告白』世界文化社、1998年11月。ISBN 978-4418985357。
- 『せ・き・ら・ら・ら―生意気プロデューサーの告白』講談社文庫、2003年4月。ISBN 978-4062737166。
- 『おとなり婚』武田ランダムハウスジャパン、2007年3月。ISBN 978-4270002001。
- 『球体で逢いましょう』扶桑社、2007年12月。ISBN 978-4594055516。
- 『うつ恋』ポプラ社、2008年3月。ISBN 978-4591103166。
- 『太郎が恋をする頃までには…』幻冬舎、2008年10月。ISBN 978-4344015760。
  - 『太郎が恋をする頃までには…』幻冬舎文庫、2010年10月。ISBN 978-4344414280。
- 『40女が電撃結婚するレシピ』ポプラ社、2009年7月。ISBN 978-4591107584。
- 『40女と90日間で結婚する方法』幻冬舎、2009年9月。ISBN 978-4344017337。
- 『産まない女』幻冬舎、2009年11月。ISBN 978-4344017535。
- 『いぬのメリー 幸せを運ぶ伝書犬』泰文堂（リンダブックス）2011年2月。ISBN 978-4803002317。
- 『テレビの企画書 新番組はどうやって生まれるか？』ポプラ新書、2015年4月。ISBN 978-4591144916。

原夏美名義
- 『Destiny of Love』扶桑社、2004年9月。ISBN 978-4594047979。
- 『バンジージャンプする』ワニブックス、2005年3月。ISBN 978-4847016004。
- 『スタートライン 盲目のスプリンター』講談社、2005年4月。ISBN  978-4062129152。

### 共著
- 村崎太郎、栗原美和子 『橋はかかる』ポプラ社、2010年6月。ISBN 978-4591118535。